# Shin’ya Saitō
Shin’ya Saitō (jap. 齊藤 慎弥, Saitō Shin’ya; * 2. Juni 1980 in Noheji, Präfektur Aomori) ist ein japanischer Biathlet.
Saitō ist Sportsoldat und trainiert bei der Einheit Tōsenkyō. Er lebt in Sapporo und trainiert in Aomori. 1998 begann er mit dem Biathlonsport, 2003 bestritt er in Ridnaun im Rahmen des Biathlon-Europacups sein erstes internationales Rennen und wurde 69. eines Sprints. Als 38. eines Sprints in Martell gewann er 2008 erste Punkte im IBU-Cup. In Beitostølen nahm der Japaner zum Auftakt der Saison 2004/05 erstmals an Rennen des Biathlon-Weltcups teil und wurde 17. mit der Staffel und kurz darauf am Holmenkollen in Oslo 102. eines Sprintrennens. 2006 erreichte er mit einem 77. Platz bei einem Sprint in Kontiolahti sein bestes Resultat in der höchsten Rennserie des internationalen Biathlons. Kurz zuvor nahm er in Turin an den Olympischen Winterspielen 2006 teil. Bei den Wettkämpfen in Cesana San Sicario erreichte er mit Platz 78 im Einzel seine zweitbeste internationale Platzierung und wurde mit Tatsumi Kasahara, Hidenori Isa und Kyōji Suga als Schlussläufer der Staffel 12. Bei der nichtolympischen Biathlon-Mixed-Relay-Weltmeisterschaft 2006 in Pokljuka belegte Shinya mit Kanae Meguro, Isa und Ikuyo Tsukidate als Schlussläufer der Mixed-Staffel den 22. Platz. 2007 kam der Japaner in Antholz erneut bei einer Weltmeisterschaft zum Einsatz und wurde 90. im Einzel und mit Tamami Tanaka, Megumi Izumi und Isa erneut als Schlussläufer der Staffel 20. Die Winterasienspiele 2007 in Changchun brachten Shinya den neunten Platz im Sprint und den 12. Platz im Verfolgungsrennen. Mit Kasahara, Isa und Yoshiyuki Asari gewann er mit der japanischen Staffel, bei der er erneut als Schlussläufer eingesetzt wurde, hinter der Vertretung aus China die Silbermedaille.

## Biathlon-Weltcup-Platzierungen
Die Tabelle zeigt alle Platzierungen (je nach Austragungsjahr einschließlich Olympische Spiele und Weltmeisterschaften).
- 1.–3. Platz: Anzahl der Podiumsplatzierungen
- Top 10: Anzahl der Platzierungen unter den ersten zehn (einschließlich Podium)
- Punkteränge: Anzahl der Platzierungen innerhalb der Punkteränge (einschließlich Podium und Top 10)
- Starts: Anzahl gelaufener Rennen in der jeweiligen Disziplin
- Staffel: inklusive Mixed- und Single-Mixed-Staffeln

| Platzierung                    | Einzel | Sprint | Verfolgung | Massenstart | Staffel | Gesamt |
| ------------------------------ | ------ | ------ | ---------- | ----------- | ------- | ------ |
| 1. Platz                       |        |        |            |             |         |        |
| 2. Platz                       |        |        |            |             |         |        |
| 3. Platz                       |        |        |            |             |         |        |
| Top 10                         |        |        |            |             |         |        |
| Punkteränge                    |        |        |            |             | 14      | 14     |
| Starts                         | 4      | 13     |            |             | 14      | 31     |
| Stand: nach der Saison 2009/10 |        |        |            |             |         |        |